# Centro de Testes e Controle de Sistemas Espaciais Titov
O Centro de Testes e Controle de Sistemas Espaciais Titov, (em russo: Главный испытательный центр испытаний и управления космическими средствами (ГИЦИУ КС)), também conhecido como Centro de Controle Espacial Titov ou simplesmente Centro Espacial Titov, é o principal centro de controle espacial russo de satélites comerciais e militares. Ele é administrado pela Força Espacial Russa. Localizado a cerca de 40 km a Sudoeste de Moscou na antiga "cidade fechada" de Krasnoznamensk, o Centro foi construido em 1957 como parte do programa espacial soviético, era conhecido pelo nome de Golitsyno-2.